# Kloster La Vega

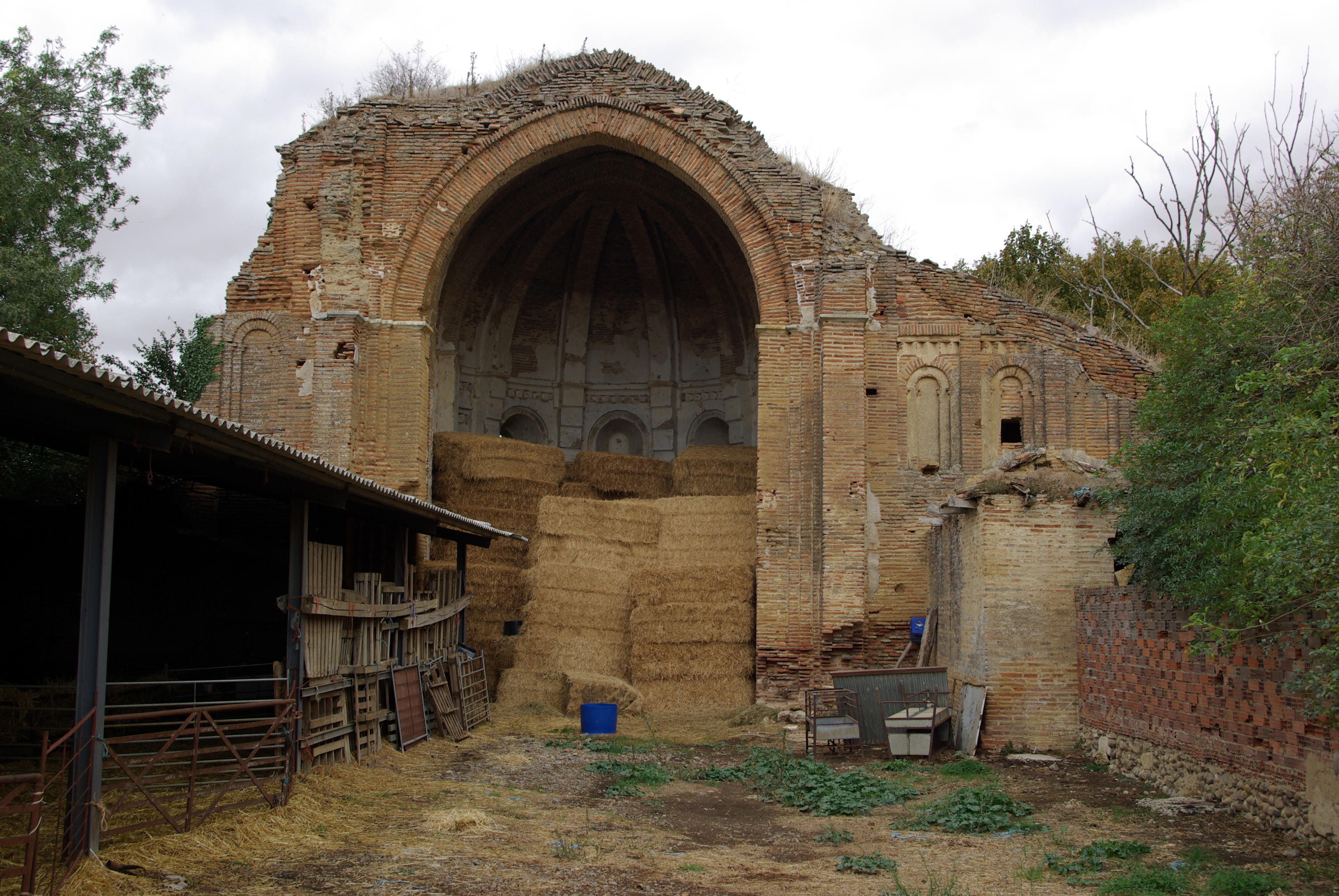
Kloster La Vega (2012)

Das Kloster La Vega (Santa María de la Vega) ist eine ehemalige Zisterzienserabtei in der Gemeinde Renedo de la Vega, Comarca Vega-Valdavia, in der Provinz Palencia, Region Kastilien-León, in Spanien.

## Geschichte
Das Kloster ist eine Tochtergründung von Kloster Benavides, das selbst eine Tochter von Kloster Sobrado war, aus dem Jahr 1215. Es gehörte damit der Filiation der Primarabtei Clairvaux an. Stifter waren Rodrigo Rodríguez Girón, der spätere Graf von Carrión und Saldaña, und Inés Pérez. Das Kloster wurde mit Grundbesitz in La Serna, Lerones, Renedo, Santillán, Frechilla, Cervatos und an anderen Orten ausgestattet. 1218 erfolgte die Bestätigung durch Papst Honorius III. Das Kloster entwickelte sich wirtschaftlich schlecht und erhielt von König Sancho IV. von Kastilien verschiedene Vergünstigungen. Das Kloster dürfte der allgemeinen Klosteraufhebung der Regierung Juan Álvarez Mendizábal zum Opfer gefallen sein. Die Stiftergräber wurden 1925 an die Hispanic Society in New York veräußert. 1931 wurde das Kloster zum Monumento Histórico-Artístico (Bien de Interés Cultural) erklärt, inzwischen aber in die Rote Liste der gefährdeten Bauten (Lista Roja de Patrimonio in peligro) eingetragen.

## Anlage und Bauten
Von der Klosteranlage aus Backstein sind Reste der Kirche, einer dreischiffigen Basilika, erhalten, und zwar die Hauptapsis mit halbrundem Schluss, eine gerade geschlossene Seitenapsis, weiter teilweise der Nordflügel und der Ostflügel des Kreuzgangs.